# Gong Seung-yeon
Gong Seung-yeon (en hangul, 공승연) es una actriz y presentadora surcoreana.

## Biografía
Su padre Yoo Chang-joon, fue el chef privado del antiguo presidente Kim Dae-jung, así como uno de los cocineros principales del hotel Plaza de Seúl por más de 20 años.
Su hermana menor es la cantante Yoo Jeong-yeon, más conocida como Jeongyeon, del grupo surcoreano Twice.
Estudió en la Universidad de Mujeres Sungshin.
Es amiga de los cantantes Henry Lau, Lee Seung-hoon y Timoteo.

## Carrera

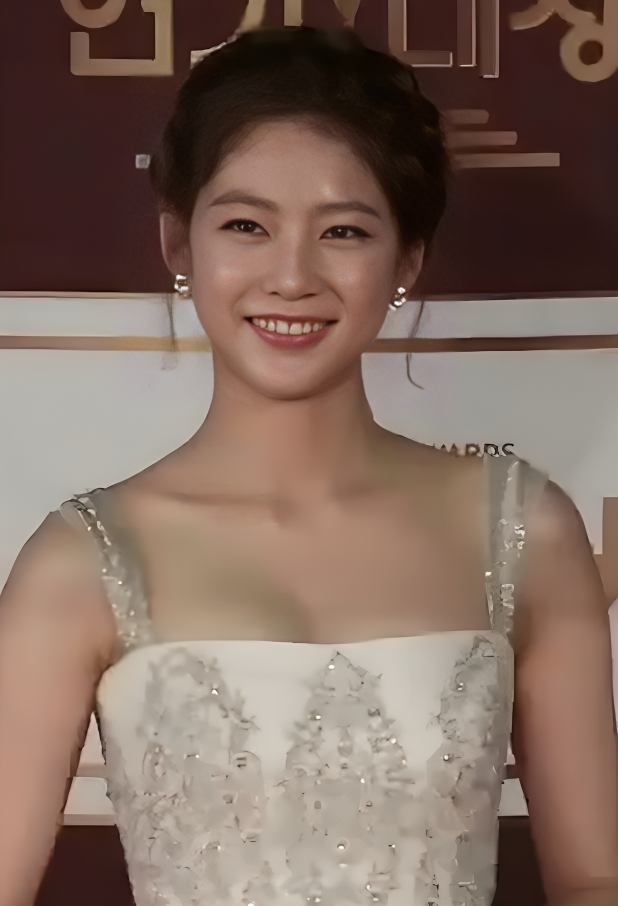
Gong Seung-yeon en Diciembre de 2016

En julio de 2020, se anunció que se había unido a la agencia Varo Entertainment. Previamente había formado parte de la agencia BH Entertainment, desde marzo de 2018 hasta 2020, y de la agencia Yuko Company, desde 2012 hasta marzo de 2018.
Por siete años se preparó como cantante con S.M. Entertainment después de ganar «Best Looks» de SM Youth Best Contest en 2005, pero dejó la agencia en 2012 tras perder interés en el canto.
Ha aparecido en sesiones fotográficas para SURE, Harper's Bazaar, Nylon Japan, The Star, 1st Look, CeCi Korea, International Bnt, @star1, InStyle Grazia, entre otros.
También ha modelado para las marcas Plastic Island y Centerpole.
En 2015, se unió al elenco recurrente de la serie Heard It Through the Grapevine, donde dio vida a Seo Noo-ri, un miembro de la familia de Seo-bom (Go Ah-sung). 
También se unió al elenco recurrente de la serie Six Flying Dragons, donde interpretó a Min Da-kyung, quien posteriormente se convertiría en la Reina Wongyeong, consorte de Yi Bang-won (Yoo Ah-in).
Apareció como invitada en el popular programa de variedades surcoreano Running Man formando equipo con Gary, posteriormente con Yoo Jae-suk y finalmente con Ha-ha. 
Ese mismo año, se unió a la cuarta temporada del programa de variedades We Got Married, donde formó pareja con el actor y cantante Lee Jong-hyun.
El 3 de julio de 2016, se unió al programa de música Inkigayo, siendo copresentadora junto a su hermana menor Yoo Jeong-yeon y el actor Kim Min-seok, hasta el 22 de enero de 2017.
Ese mismo año, se unió al elenco de la serie The Master of Revenge, donde dio vida a Kim Da-hae. La joven actriz Lee Go-eun interpretó a Da-hae de niña.
En enero de 2017, se unió al elenco principal de la serie Introverted Boss, donde dio vida a Eun Yi-soo, la hermana de Eun Hwan-ki (Yeon Woo-jin) y la prometida de (Yoon Park), hasta el final de la serie en marzo del mismo año.
El 22 de mayo, se unió al elenco principal de la serie Circle, donde interpretó a la estudiante universitaria Han Jung-yeon, hasta el final de la serie el 27 de junio del mismo año.
Posteriormente, en junio, se unió al elenco principal de la serie My Only Love Song, donde interpretó a Song Soo-jung.
El 4 de junio de 2018, se unió al elenco principal de la serie Are You Human Too? donde dio vida a Kang So-bong, una guardia de seguridad y exluchadora de artes marciales mixtas encargada de proteger al robot Namshin-III (Seo Kang-joon), de quien se enamora, hasta el final de la serie, el 7 de agosto del mismo año.
El 16 de septiembre de 2019, se unió al elenco principal de la serie Flower Crew: Joseon Marriage Agency, donde dió vida a Gae Ddong, el primer amor de Lee Soo (Seo Ji-hoon), una joven obstinada que hace muchos trabajos para sobrevivir, hasta el final de la serie, el 5 de noviembre del mismo año.
En diciembre de 2021 se unió al elenco principal de la serie Bulgasal: Immortal Souls, donde dio vida a Dan-sol, la hija de una familia adinerada que debido a su padre termina casándose con Dan-hwal (Lee Jin-wook).En mayo del mismo año apareció en el largometraje Aloners donde interpretó a Jin-ah, una empleada del servicio al cliente de tarjetas de crédito, que elige vivir socialmente aislada hasta que se entera de la muerte en soledad de un vecino suyo.
En mayo de 2022 se unió al elenco principal de la serie The Police Station Next to the Fire Station donde da vida a Song Seol, una paramédica quien no deja de atender incluso si es una pequeña herida y también consuela emocionalmente a las personas.Ese mismo año iba a aparecer como parte del elenco de la película Handsome Guys, donde interpreta a Mi-na. Sin embargo, el estreno se retrasó hasta el 26 de junio de 2024.

## Filmografía

### Series de televisión
| Año     | Título                                      | Personaje                      | Notas        | Ref.          |
| ------- | ------------------------------------------- | ------------------------------ | ------------ | ------------- |
| 2012    | I Love Lee Tae-ri                           | Mi-mi                          | -            |               |
| 2014    | My Lovely Girl                              | Seo Yoon-ji                    | -            |               |
| 2015    | Heard It Through the Grapevine              | Seo Noo-ri                     | 30 episodios |               |
| 2015    | Six Flying Dragons                          | Min Da-kyung (Reina Wongyeong) | 36 episodios |               |
| 2016    | The Master of Revenge                       | Kim Da-hae                     | -            |               |
| 2016    | The Sound of Your Heart                     | -                              | -            |               |
| 2017    | Introverted Boss                            | Eun Yi-soo                     | 16 episodios |               |
| 2017    | Circle                                      | Han Jung-yeon                  | 12 episodios | [ 43 ]        |
| 2017    | My Only Love Song                           | Song Soo-jung                  | 20 episodios |               |
| 2018    | Are You Human Too?                          | Kang So-bong                   | 36 episodios |               |
| 2019    | Flower Crew: Joseon Marriage Agency         | Gae Ddong                      | 16 episodios |               |
| 2021    | Human For Hire                              | -                              | Drama Stage  | [ 44 ]        |
| 2021-22 | Bulgasal: Immortal Souls                    | Min Shi-ho / Dan-sol           | 16 episodios | [ 45 ]        |
| 2022    | The Police Station Next to the Fire Station | Song Seol                      |              |               |
| 2025    | Karma                                       | Yoo-jeong                      | 8 episodios  | [ 46 ] [ 47 ] |

### Películas
| Año  | Título         | Personaje  | Notas                                                              | Ref.          |
| ---- | -------------- | ---------- | ------------------------------------------------------------------ | ------------- |
| 2018 | My Dream Class | Jeong-seok | Junto a Byun Yo-han y Park Hee-soon                                | [ 48 ]        |
| 2021 | Aloners        | Jin-ah     |                                                                    | [ 40 ] [ 49 ] |
| 2024 | Handsome Guys  | Kim Mi-na  | Junto a Lee Sung-min, Lee Hee-joon, Lee Kyu-hyung y Park Jeong-hwa | [ 50 ] [ 51 ] |

### Apariciones en televisión
| Año  | Programa                            | Notas                                                         |
| ---- | ----------------------------------- | ------------------------------------------------------------- |
| 2019 | Let's Eat Dinner Together           | (ep. #142) - invitada                                         |
| 2019 | Knowing Bros (Ask Us Anything)      | (ep. #195) - invitada - junto a Kim Min-jae y Park Ji-hoon    |
| 2017 | Master Key                          | invitada                                                      |
| 2017 | History Repletion: Oh! Cool Guys    | episodio #12 - invitada                                       |
| 2016 | Eat Sleep Eat                       | 3 episodios (ep. 4-6) - junto a Lee Seung-hoon - participante |
| 2016 | We Are Sibilings                    | 2 episodios (ep. 1-2) - junto a Yoo Jeong-yeon - participante |
| 2016 | Please Take Care Of My Refrigerator | junto a Yoo Jeong-yeon - cameo                                |
| 2015 | Running Man                         | episodio #268 - invitada                                      |
| 2015 | Hello Counselor                     | Ep. #237 - junto a B1A4                                       |
| 2015 | We Got Married                      | 13 episodios - junto a Lee Jong-hyun - miembro                |
| 2015 | Sixteen                             | invitada                                                      |

### Presentadora
| Año         | Programa                 | Notas                                                   |
| ----------- | ------------------------ | ------------------------------------------------------- |
| 2018        | 54th Baeksang Arts Award | junto a Seo Kang-joon                                   |
| 2016 - 2017 | Inkigayo                 | co-presentadora - junto a Yoo Jeong-yeon y Kim Min-seok |

### Vídeos Musicales
| Año  | Artista / Grupo             | Canción              | Notas                                               |
| ---- | --------------------------- | -------------------- | --------------------------------------------------- |
| 2019 | Lee So-ra ft. Suga (de BTS) | "Song Request"       | apareció en el vídeo musical                        |
| 2017 | PENTAGON                    | "When I Was In Love" | apareció en el vídeo musical                        |
| 2016 | Fiestar                     | "#Like"              | apareció en el vídeo musical                        |
| 2015 | Shin Seung-hun              | "Me, Myself"         | apareció en el vídeo musical - junto a Song Jae-rim |
| 2014 | 2AM                         | "Over the Destiny"   | apareció en el vídeo musical - junto a Yoon Park    |
| 2012 | Sunny Hill                  | "Do It"              | apareció en el vídeo musical                        |

## Discografía
| Año  | Artista                          | Canción     | Álbum                   | Notas                         |
| ---- | -------------------------------- | ----------- | ----------------------- | ----------------------------- |
| 2018 | Yoo Jeong-yeon & Gong Seung-yeon | Like a Star | OST de "My Dream Class" | junto a su hermana Jeong-yeon |

## Embajadora
| Año  | Organización / Evento                               | Notas                |
| ---- | --------------------------------------------------- | -------------------- |
| 2016 | The 8th DMZ International Documentary Film Festival | Embajadora Honoraria |
| 2014 | Korean National Tuberculosis Association            | Embajadora Honoraria |

## Premios y nominaciones
| Año  | Categoría                                        | Premio                                               | Trabajo                                             | Resultado |
| ---- | ------------------------------------------------ | ---------------------------------------------------- | --------------------------------------------------- | --------- |
| 2022 | Best New Actress                                 | 58th Baeksang Arts Award                             | Aloners                                             | Pendiente |
| 2021 | Best New Actress                                 | 42nd Blue Dragon Film Award                          | Aloners                                             | Ganó      |
| 2021 | Best New Actress                                 | 41st Annual Korean Association of Film Critics Award | Aloners                                             | Ganó      |
| 2018 | Best Couple (junto a Seo Kang-joon)              | KBS Drama Award                                      | Are You Human Too?                                  | Ganaron   |
| 2017 | New Wave Award                                   | Asia Artist Award                                    | -                                                   | Ganó      |
| 2017 | Best New Actress                                 | 1st The Seoul Award                                  | Introverted Boss                                    | Nominada  |
| 2017 | Best New Actress (Television)                    | 53rd Baeksang Arts Award                             | The Master of Revenge                               | Nominada  |
| 2016 | Best New Actress                                 | 30th KBS Drama Award                                 | The Master of Revenge                               | Nominada  |
| 2016 | Newcomer Award (Female) (junto a Yoo Jeong-yeon) | 10th SBS Entertainment Award                         | Inkigayo                                            | Ganaron   |
| 2015 | New Star Award                                   | 23rd SBS Drama Award                                 | Six Flying Dragons & Heard It Through the Grapevine | Ganó      |
| 2005 | Best Face 1st Place                              | 9th SM Youth Best Contest                            | -                                                   | Ganó      |